# Nikkō Onari Kaidō
Le Nikkō Onari kaidō (日光御成街道) a été établi durant l'époque d'Edo comme route secondaire du Nikkō kaidō à l'usage du shogun quand il voyageait vers Nikkō Tōshō-gū. Le nom peut aussi être le Nikkō Onarimichi ou le Iwatsuki Kaidō.

## Stations du Nikkō Onari Kaidō
Les six stations du Nikkō Onari Kaidō, avec leur nom moderne entre parenthèses.

### Tokyo
1. Iwabuchi-juku (岩淵宿) (Kita)

### Préfecture de Saitama
2. Kawaguchi-juku (川口宿) (Kawaguchi)
3. Hatogaya-juku (鳩ヶ谷宿) (Kawaguchi)
4. Daimon-juku (大門宿) (Saitama)
5. Iwatsuki-juku (岩槻宿) (Iwatsuki, Saitama)
6. Satte-juku (幸手宿) (Satte)

## Source de la traduction
- (en) Cet article est partiellement ou en totalité issu de l’article de Wikipédia en anglais intitulé « Nikkō Onari Kaidō » (voir la liste des auteurs).